# Revocatoria del mandato
Una revocatoria de mandato, revocación de mandato, referéndum revocatorio o elecciones revocatorias es un procedimiento legal mediante el cual los votantes pueden determinar la permanencia o no de una persona en un cargo electo por voto popular, ya sea por votación directa, recolección de firmas o una combinación de ambas.
A través de este procedimiento los ciudadanos mandantes pueden dar por terminado el mandato que le han conferido a una autoridad electa, como  presidente, un representante de distrito ante una asamblea legislativa, un gobernador o alcalde, cuyo fundamento sería el principio de la libertad política de los ciudadanos de elegir y deponer a sus gobernantes en una democracia representativa. Es un mecanismo de interrupción o término anticipado del mandato establecido bajo elección popular, siempre y cuando se cumplan con los requisitos referidos en las normativas de cada país.

## Origen
La revocatoria tiene una historia que se remonta a la antigua democracia ateniense y aparece en varias constituciones contemporáneas. En la democracia indirecta o representativa, los representantes y gobernantes de las personas son elegidos por los ciudadanos y estos representan o gobiernan por un período específico de tiempo. Pero si se llega a percibir que un funcionario electo no está cumpliendo adecuadamente sus propuestas electorales o responsabilidades del cargo, se lo puede destituir con el acuerdo de una cantidad o proporción específica de votantes o firmas, usualmente la mayoría absoluta de los ciudadanos.

## Legislación por país

### Argentina
La República Argentina no lo prevé en su Constitución Nacional, pero sí lo hacen las provincias de Chaco (introducido en 1957), Chubut (1994), Córdoba (1923 y 1987), Corrientes (1960), La Rioja (1986), Río Negro (1988), Santiago del Estero y Tierra del Fuego (ambas en 1991). Otras provincias lo regulan a nivel municipal, como Entre Ríos (1933), Neuquén (1957), Misiones (1958), San Juan (1986) y San Luis (1987). Desde 1996 también lo regula la Ciudad Autónoma de Buenos Aires.

### Bolivia
En Bolivia se incorpora en su Constitución del 2009 la revocatoria de mandato, donde son revocables toda autoridad electa mediante el voto universal, y así lo sostiene el artículo 240, que dice: 

Toda persona que ejerza un cargo electo podrá ser revocada de su mandato, excepto el órgano judicial, de acuerdo con la ley
Artículo 240 de la Constitución de Bolivia

En ésta se prevé la revocatoria del mandato para todas las autoridades de elección popular, incluyendo el presidente de la República.

### Canadá
En Canadá fue establecido en 1995 por la provincia de Columbia Británica.[cita requerida]

### Colombia
Está establecida en la ley 134 de 1994, como uno de los 7 mecanismos de participación ciudadana.

### Ecuador
Ecuador, en la Constitución de 2008, se suma a Venezuela; es así que en el artículo 105, determina la siguiente: 

Las personas en goce de los derechos políticos podrán revocar el mandato a las autoridades de elección popular. La solicitud de revocatoria del mandato podrá presentarse una vez cumplido el primero y antes del último año del periodo para el que fue elegida la autoridad cuestionada. Durante el periodo de gestión de una autoridad podrá realizarse sólo un proceso de revocatoria del mandato. La solicitud de revocatoria deberá respaldarse por un número no inferior al diez por ciento de personas inscritas en el registro electoral correspondiente. Para el caso de la Presidenta o Presidente de la República se requerirá el respaldo de un número no inferior al quince por ciento de inscritos en el registro electoral.
Artículo 105 de la Constitución de Ecuador

### Estados Unidos
En los Estados Unidos de América, varios estados, condados y ciudades (towns) incluyen disposiciones sobre este mecanismo en sus constituciones, pero a nivel federal no es utilizado. En ese sentido, el primer caso de un funcionario separado de su cargo mediante revocatoria fue el del alcalde de Seattle Hiram Gill en 1911. A continuación, siguieron la misma suerte el alcalde de Boise, Jeremiah Robinson, en 1916; y el gobernador de Dakota del Norte, Lynn Frazier, en 1921. El último caso registrado, fue la remoción del gobernador de California Gray Davis en 2003.[cita requerida]

### México
No fue hasta 2019 en México cuando se consideró la revocación de mandato a nivel federal.
A nivel local Yucatán fue el primero en introducir la revocación en 1938; no obstante, el mecanismo nunca procedió y setenta y dos años después, en 2010, fue declarado inconstitucional por la Suprema Corte de Justicia de la Nación. El caso de Chihuahua fue parecido ya que se introdujo en 1997 y fue declarado inconstitucional en 2012.
Sin embargo, aun con aquellos precedentes fue integrado a las legislaciones locales de los estados de Zacatecas en 1998, Oaxaca en 2011, Morelos en 2013, Guerrero en 2014, Aguascalientes en 2014 y Nuevo León (2016).
En México se promulgó la Ley Federal de Revocación de Mandato, el 14 de septiembre de 2021, reglamentaria de la fracción IX del artículo 35 de la Constitución Política de los Estados Unidos Mexicanos, cuyo fin es regular un instrumento de participación ciudadana para posibilitar la revocación de mandato para la figura del presidente de México.
En México se modifica la ley Federal de Revocación de Mandato con la declaratoria de invalidez de los artículos 59 y 61, por sentencia de la SCJN notificada al Congreso de la Unión para efectos legales el 04-02-2022 y publicada en el DOF 26-09-2022, surtió sus efectos a partir del 15 de diciembre de 2022.  

### Suiza
En Suiza, se encuentra previsto en los estatutos de seis cantones ―Berna (desde 1846), Soleura y Turgovia (desde 1869), Schaffhausen (desde 1872), Ticino (desde 1892), y Uri (desde 1988)―; aunque a nivel federal no está contemplado. La posibilidad de referendos revocatorios de mandatos (junto con la elección popular de los ejecutivos, la iniciativa y el referéndum legislativo) se introdujo en varias constituciones cantonales después de la década de 1860 en el curso de un amplio movimiento de reforma democrática. El instrumento no ha sido de ninguna importancia práctica ―con la excepción de una experiencia en la ciudad de Aarau durante el siglo XIX, los pocos intentos de recuperación hasta el momento han fracasado, por lo general debido a que el número requerido de firmas no se recogió― y fue suprimido en el curso de las revisiones constitucionales en Argovia (1980), Basilea (1984) y Lucerna (2007)

### Venezuela
En Venezuela lo prevé en el artículo 72 de su Constitución, el cual prescribe: 

Todos los cargos y magistraturas de elección popular son revocables. Transcurrida la mitad del período para el cual fue elegido el funcionario o funcionaria, un número no menor del veinte por ciento de los electores o electoras inscritos en la correspondiente circunscripción podrá solicitar la convocatoria de un referendo para revocar su mandato. Cuando igual o mayor número de electores y electoras que eligieron al funcionario o funcionaria hubieren votado a favor de la revocatoria, siempre que haya concurrido al referendo un número de electores y electoras igual o superior al veinticinco por ciento de los electores y electoras inscritos, se considerará revocado su mandato y se procederá de inmediato a cubrir la falta absoluta conforme a lo dispuesto en esta Constitución y en la ley. La revocación del mandato para los cuerpos colegiados se realizará de acuerdo con lo que establezca la ley. Durante el período para el cual fue elegido el funcionario o funcionaria no podrá hacerse más de una solicitud de revocación de su mandato.
Artículo 72 de la Constitución de Venezuela

 Así, el presidente Hugo Chávez se sometió al referéndum presidencial, que lo ratificó en su cargo en los comicios del 15 de agosto de 2004.

## Naturaleza jurídica
La revocatoria del mandato es un mecanismo democrático, que permite a la ciudadanía remover a una autoridad electa antes del final del período establecido. Puede ser directa, cuando la ciudadanía la activa mediante recolección de firmas, o indirecta, cuando el voto es convocado o activado por un porcentaje de un consejo deliberante o cuerpo legislativo para consultar o ratificar una decisión tomada por esta institución
Según el jurista argentino Héctor Rodolfo Orlandi, 

«...las formas semidirectas de la democracia son los procedimientos que requieren la intervención directa del cuerpo electoral en consulta, para que se pronuncie sobre los poderes constitutivos del Estado, sobre un acto público de los órganos representativos o sobre los titulares de la representación».

Igualmente, se considera que la revocatoria de mandato es un instrumento de control popular. Converge a hacer efectiva la legitimidad de origen, como dependiente de la forma y manera en que los gobernantes y representantes populares acceden al poder, y permanecen en él, de acuerdo a la ley. 
La elección de destitución, al igual que las prohibiciones y restricciones constitucionales a la reelección de los gobernantes, no implica proscripción ni impedimentos violatorios de tratados internacionales en materia política.

## Diseño jurídico
Combinando elementos de un proceso de iniciativa popular y de un proceso normal de elección de un candidato, el referéndum de revocatoria comienza cuando una moción de revocatoria es presentada ante la correspondiente administración. A continuación, se solicita a los proponentes reunir un determinado número de firmas de apoyo a la medida de revocatoria. Normalmente, el número de firmas necesarias será una proporción de los votos emitidos en la última elección ordinaria para el cargo del funcionario que es objeto de la revocatoria. Si, y solo si, la petición de revocatoria adquiere el número suficiente de firmas válidas, el cuestionamiento se pone a consideración de los electores para determinar en primer término, si el funcionario en cuestión debe ser revocado y, en segundo lugar, quién debería sustituir al mismo si la medida es aprobada.
Cuando la constitución de un país o un estado prevén la utilización de un mecanismo de revocatoria, se deberán especificar importantes disposiciones legales que puedan ser aplicados a los funcionarios electos. Solo en Venezuela el mecanismo de revocatoria se aplica al jefe de Estado electo. Sin embargo, en la mayoría de estados de Estados Unidos de América, el mecanismo de revocatoria se puede utilizar para revocar el cargo de todos los funcionarios electos del estado, desde funcionarios de condado y locales hasta el cargo de gobernador. Los jueces también pueden ser objeto de campañas de revocatoria. En algunos estados, algunos de los cargos de funcionarios electos, como en el caso de los oficiales administrativos, también se puede revocar.
En algunos lugares que han adoptado el mecanismo de revocatoria, los funcionarios solo pueden ser revocados solo si, se puede demostrar que han actuado de forma inadecuada ―por ejemplo, el estado de Minnesota, ante la comisión de graves ilícitos u omisiones durante el periodo de ocupación del cargo de un funcionario electo―. En otros, no se requiere una base legal de conducta impropia o incompetente, por lo que el hecho de contar con el número suficiente de firmas es suficiente para forzar una votación de revocatoria.
Por caso, en la teoría política corriente en el ámbito hispanoamericano se consideran las siguientes circunstancias como causas que justifican la solicitud por el electorado de la convocatoria de una consulta popular de revocatoria:
- Voto programático.
- Actos de corrupción.
- Violación de derechos humanos.
- Pérdida de legitimidad.

El número de firmas necesarias para celebrar una revocatoria tiene un efecto claramente significativo en la probabilidad de llevarse a cabo; entre menor sea el número requerido de firmas, mayor posibilidad de que se lleve a cabo una votación para saber si un funcionario deba ser revocado de su cargo. En la revocatoria de 2003 en California, los proponentes de la misma debieron reunir en un período de 160 días las firmas del 12 % de la votación obtenida para gobernador en la última elección. Mientras otros Estados exigen el 25 % de los votantes para apoyar la revocatoria, el umbral del 12 % de California es el más bajo de los Estados Unidos de América.

### Verificación de firmas
Al igual que con el mecanismo de las iniciativas ciudadanas, la obligación para reunir un determinado número de firmas con el fin de celebrar una votación crea la necesidad de recolectar y verificar las mismas. Las firmas solo son válidas si son obtenidas de las personas que están registradas para votar en la jurisdicción del funcionario que es objeto de la revocación. La verificación de firmas es llevada a cabo por la oficina que administra la iniciativa de revocatoria. La importancia del proceso de recolección y verificación de firmas quedó demostrada por el alto perfil de la iniciativa de revocatoria del Presidente Hugo Chávez en Venezuela, donde el Consejo Nacional Electoral dictaminó inicialmente que un gran número de firmas recogidas por los proponentes de la revocatoria fueron inelegibles.[cita requerida]

### Reemplazo del funcionario revocado
El instituto de revocatoria tiene como principal efecto la remoción del cargo del funcionario revocado. Ahora bien, su reemplazo puede operar de dos formas jurídicas: mediante la sustitución por el funcionario previsto legalmente en caso de acefalia o vacancia ―el vicegobernador reemplaza al gobernador en caso de ausencia definitiva―; o por la elección de un reemplazo de acuerdo al procedimiento de acefalia absoluta.
Una de las características del mecanismo de revocatoria, que varía en función del lugar en que se instrumenta, es que una vez que la petición de revocatoria ha recogido el número suficiente de firmas válidas, la papeleta se combina o no con el voto a favor para el reemplazo del funcionario sujeto a revocatoria, si la revocatoria es exitosa. En algunos lugares, los votos se combinan, lo que significa que los electores tienen que votar sobre dos cuestiones: en primer lugar, sobre un funcionario en cuestión (si se revoca o no) y, en segundo lugar, quién debería sustituir al funcionario si la revocatoria tiene éxito. En tales casos, si el voto a favor de la revocatoria es derrotado, la votación sobre el sucesor es irrelevante y es ignorada. Sin embargo, si la votación para revocar es aprobada, el candidato que logre el apoyo de la mayoría en la segunda votación es elegido como sucesor del funcionario revocado. Alternativamente, se lleva a cabo una primera votación sobre la revocatoria o no del funcionario, y solo si la votación a favor de la revocatoria es aprobada, se pasa a una segunda votación de un sucesor.
Hay argumentos a favor y en contra de cada una de estas alternativas. Uno de los argumentos en contra es que la combinación podría confundir a los votantes sobre el proceso, impidiendo que los votantes se centren únicamente en la revocatoria misma. Podría decirse que, cuando los votantes toman una decisión acerca de apoyar o no a la revocatoria, deben estar en condiciones de centrarse en la cuestión de que se trata y del desempeño de su titular, sin la distracción del tema de los posibles sucesores. Por otra parte, la combinación de los dos votos origina ahorros de costos y aumentos de la eficiencia administrativa.
Un elemento adicional de atención es que la combinación de la votación para la revocatoria y el sucesor podría significar que la votación (por ejemplo, para permanecer en el cargo) para un titular que es revocado con éxito sea, de hecho, más alta que la pluralidad que votó a favor del sucesor, lo que podría originar un problema de legitimidad. Este escenario podría ser evitado mediante el uso de los sistemas de votación, como el del voto alternativo o el voto suplementario. Sin embargo, esto significaría que un voto combinado de votación podría complicar más aún el proceso para los votantes.

## Ventajas y desventajas
Quiénes proponen un mecanismo de revocatoria argumentan que estos tienen un efecto disciplinario sobre funcionarios electos, en el que los representantes elegidos tomarán menos decisiones impopulares si esto puede provocar que sean más susceptibles de ser objeto de una campaña de revocatoria. Sin embargo, el mismo argumento se utiliza también en contra de la revocatoria: los opositores sostienen que la revocatoria socava por completo el gobierno representativo ya que provoca en los funcionarios electos miedo a tomar decisiones impopulares pero necesarias.
Otro argumento a favor de la democracia directa es que proporciona a los votantes una continua oportunidad de tomar una decisión democrática sobre quien los gobierna, ya que no solo tienen una oportunidad de elegir cada dos a seis años a las personas que las representan, sino también de mantener un grado de control sobre la decisión de su duración en el cargo.
Sin embargo, sus opositores sostienen que el mecanismo de revocatoria podría ser utilizado irresponsablemente, y que este podría ser utilizado por los partidos políticos como un arma política contra el rival de los titulares. La afirmación de que el mecanismo de revocatoria se está utilizando como instrumento político se hizo por muchos demócratas contra activistas de partidos republicanos en relación con la Revocatoria llevada a cabo en California, durante el 2003.

### La revocatoria en el sistema electoral proporcional
Generalmente, hay un problema de compatibilidad de la revocatoria con el sistema electoral. Si el sistema electoral está basado en los candidatos uninominales, no hay problema. No obstante, si está basado las listas de partidos, Se presenta la incógnita de si los votantes tendrían el derecho a revocar a un representante nombrado por un partido y si habría una diferencia entre los representantes elegidos por los votantes bajo el sistema de listas abiertas de representación proporcional. En general, en los sistemas de lista, si las vacantes producidas por un proceso revocatorio exitoso son llenados por el partido o por los electores, esa es otra incógnita.